# Sarcophaga kericho
Sarcophaga kericho är en tvåvingeart som beskrevs av Thomas Pape 1996. Sarcophaga kericho ingår i släktet Sarcophaga och familjen köttflugor. Inga underarter finns listade i Catalogue of Life.